# السبيل الدهليزي النخاعي
السبيل الدهليزي النخاعي هو سبيل عصبي موجود في الجهاز العصبي المركزي. يمثل السبيل الدهليزي النخاعي على وجه التحديد أحد مكونات النظام خارج السبيل الهرمي ويمكن تصنيفه كمكون من مكونات المسار الإنسي. بشكل مشابه لغيره من المسارات الحركية الهابطة، تتلقى الألياف الدهليزية النخاعية المعلومات عبر العصب الدهليزي القوقعي حول تغيرات توجه الرأس. تعمل النوى على نقل الأوامر الحركية عبر السبيل الدهليزي النخاعي. تكمن وظيفة هذه الأوامر الحركية في تعديل توتر العضلة وتمددها بالإضافة إلى تغيير موضع الأطراف والرأس بهدف دعم وضعية الجسم والحفاظ على توازن الرأس والجسم.

## الوظيفة
يمثل السبيل الدهليزي النخاعي جزءًا من الجهاز الدهليزي في الجهاز العصبي المركزي. يتمثل الدور الرئيسي للجهاز الدهليزي في الحفاظ على تناسق الرأس والجسم، والتوازن ووضعية الانتصاب والإدراك الواعي للتوجه المكاني والحركة. يتمكن الجهاز الدهليزي من الاستجابة بشكل صحيح من خلال تسجيل المعلومات الحسية الواردة من الخلايا الشعرية في تيه الأذن الداخلية. تستقبل النوى بعد ذلك هذه الإشارات وترسلها عبر بروزات إلى عضلات العين، والنخاع الشوكي والقشرة المخية من أجل تنفيذ هذه الوظائف.
يتولى السبيل الدهليزي النخاعي، أحد هذه البروزات، مسؤولية الوضعية المنتصبة واستقرار الرأس. عند رصد العصبونات الحسية الدهليزية حركات صغيرة للجسم، يرسل السبيل الدهليزي النخاعي الأوامر الحركية إلى عضلات معينة من أجل معاوضة هذه الحركات وإعادة استقرار الجسم.
السبيل الدهليزي النخاعي هو سبيل عصبوني حركي علوي مكون من مسارين فرعيين:
يبرز السبيل الدهليزي النخاعي الإنسي بشكل ثنائي الجانب من النواة الدهليزية الإنسية داخل الحزمة الطولية الإنسية وصولًا إلى القرون البطنية في النخاع العنقي العلوي (الفقرة «سي 6»). يعمل هذا المسار على تعزيز استقرار وضعية الرأس من خلال تعصيب عضلات العنق، ما من شأنه المساعدة في تنسيق الرأس وحركة العين. تتشابه وظيفة السبيل الدهليزي النخاعي الإنسي مع السبيل السقفي النخاعي.
يوفر السبيل الدهليزي النخاعي الوحشي بدوره الإشارات الاستثارية إلى العصبونات البينية، التي تنقل الإشارة إلى العصبونات الحركية في العضلات المقاومة للجاذبية. تمثل العضلات المقاومة للجاذبية عضلات باسطة في الساقين مسؤولة عن الحفاظ على الوضعية المنتصبة والمتوازنة.

## المنعكسات
يعمل المنعكس الدهليزي النخاعي على استخدام الأعضاء الدهليزية والعضلات الهيكلية في الحفاظ على التوازن، ووضعية الجسم واستقراره في بيئة ذات جاذبية. يمكن تقسيم هذه المنعكسات في سياق التوقيت إلى منعكس ديناميكي، أو منعكس ساكن أو منعكس موتر. يمكن تصنيف هذه المنعكسات أيضًا بالنسبة إلى المدخلات الحسية كمنعكسات قنيوية، أو حصوية أذنية أو كلتيهما. يُستخدم مصطلح المنعكس الدهليزي النخاعي بشكل شائع عند تحريض المدخلات الحسية لاستجابة من الجهاز العضلي أسفل الرقبة. تبرز أهمية هذه المنعكسات في الحفاظ على حالة الاستتباب.

### أمثلة على المنعكس الدهليزي النخاعي
1. يميل الرأس نحو جانب واحد ما يؤدي إلى تنبيه القناة الهلالية وحصاة الأذن على حد سواء.
2. تنبه هذه الحركة العصب الدهليزي إلى جانب النواة الدهليزية.
3. تنتقل هذه النبضات عبر السبيلين الدهليزيين النخاعيين الإنسي والوحشي نحو الأسفل إلى النخاع الشوكي.
4. يثير النخاع الشوكي التأثيرات الباسطة في العضلة الواقعة على جانب الرقبة المماثل لجهة انحناء الرأس، بالإضافة إلى التأثيرات المثنية في العضلة الواقعة على جانب الرقبة بعيدًا عن جهة انزياح الرأس.

### المنعكس التيهي الموتر
المنعكس التيهي الموتر (تي إل آر) هو منعكس موجود لدى الأطفال حديثي الولادة ومن الممكن رصده مباشرة بعد الولادة حتى تثبيطه بشكل تام في عمر 3.5 سنوات. يساعد هذا المنعكس الرضيع على إتقان حركات الرأس والعنق خارج الرحم بالإضافة إلى إدراك مفهوم الجاذبية. تشمل آثار هذا المنعكس كلًا من زيادة التوتر العضلي، وتطور استقبال الحس العميق والأحاسيس الدهليزية إلى جانب فرصة ممارسة التوازن. خلال مراحل الطفولة المبكرة، ينضج المنعكس التيهي الموتر معطيًا منعكسات دهليزية نخاعية أكثر تطورًا للمساعدة في وضعية الجسم، ومحاذاة الرأس والتوازن.
يمكن ملاحظة المنعكس التيهي الموتر في شكلين اثنين:
1. الأمامي: عند انحناء الرأس نحو الأمام، يلتف كامل الجسم، والذراعان، والساقان والجذع في وضعية الجنين.
2. الخلفي: عند انحناء الرأس نحو الخلف، تحدث استقامة وانبساط في كامل الجسم، والذراعين، والساقين والجذع.

### منعكس التصحيح
يمثل منعكس التصحيح أحد هذه المنعكسات الأخرى. يساهم هذا المنعكس في إعادة الرأس أو الجسم إلى وضعيتهما الطبيعية، استجابة لتغيير وضعية الرأس أو الجسم. تتمثل إحدى الأمثلة الشائعة على ذلك في منعكس التصحيح لدى القطط، الذي يعطيها القدرة على توجيه نفسها من أجل الهبوط على أقدامها. يبدأ هذا المنعكس بواسطة المعلومات الحسية الواردة من الجهاز الدهليزي، والبصري والحسي الجسدي، إذ لا يقتصر بالتالي على المنعكس دهليزي نخاعي.

## التلف
يتأرجح الأفراد النموذجيون من جانب إلى آخر عند إغلاق أعينهم. يرجع هذا إلى عمل المنعكس الدهليزي النخاعي بشكل سليم. في حال تأرجح الفرد نحو الجانب الأيسر، يحدث تنشيط في السبيل الدهليزي النخاعي الوحشي الأيسر من أجل إعادة الجسم نحو الخط المتوسط. يؤدي التلف الحاصل في الجهاز الدهليزي النخاعي عمومًا إلى الرنح وعدم استقرار الوضعية. على سبيل المثال، عند حدوث تلف أحادي الجانب في العصب الدهليزي القوقعي، أو النواة الدهليزية الوحشية، أو القنوات الهلالية أو الجهاز الدهليزي النخاعي الوحشي، فمن المرجح تأرجح الفرد نحو جانب وقوع التلف وتعرضه للسقوط أثناء المشي. يحدث هذا نتيجة رجحان كفة الجانب السليم على الجانب المضعف مسببة انحراف الفرد وسقوطه في اتجاه الجانب المصاب. من الممكن رصد البدء المبكر المحتمل للتلف من خلال نتيجة اختبار رومبيرغ الإيجابية. من الممكن لمرضى تلف الجهاز الدهليزي أحادي وثنائي الجانب استعادة استقرار وضعية الجسم على مدار أسابيع وشهور عديدة نتيجة الخضوع لعملية معروفة باسم التعويض الدهليزي. من المحتمل ارتباط هذه العملية بزيادة الاعتماد على المعلومات الحسية الأخرى.